# Agrelo (Argentina)
Agrelo es una localidad y distrito ubicado en el departamento Luján de Cuyo de la provincia de Mendoza, Argentina. 
Se encuentra sobre la Ruta Nacional 40, 1 km al sur de la intersección con la Ruta Nacional 7, la Ruta 40 la vincula al norte con la Ciudad de Mendoza y al sur con Tunuyán, mientras que la Ruta 7 la vincula al oeste con Potrerillos.
Es un área vitivinícola, especializada en la producción de uvas finas, con preponderancia de grandes productores y un alto grado de especialización en uvas tintas. El distrito de Agrelo abarca más de la mitad de las exportaciones de vino del departamento.
Tiene una escuela primaria, "Esc. General Gerónimo Espejo", y un colegio secundario, "Puerto Argentino". 

## Parroquias de la Iglesia Católica
| Arquidiócesis | Mendoza               |
| ------------- | --------------------- |
| Parroquia     | San Francisco de Asís |